# Etióp császár

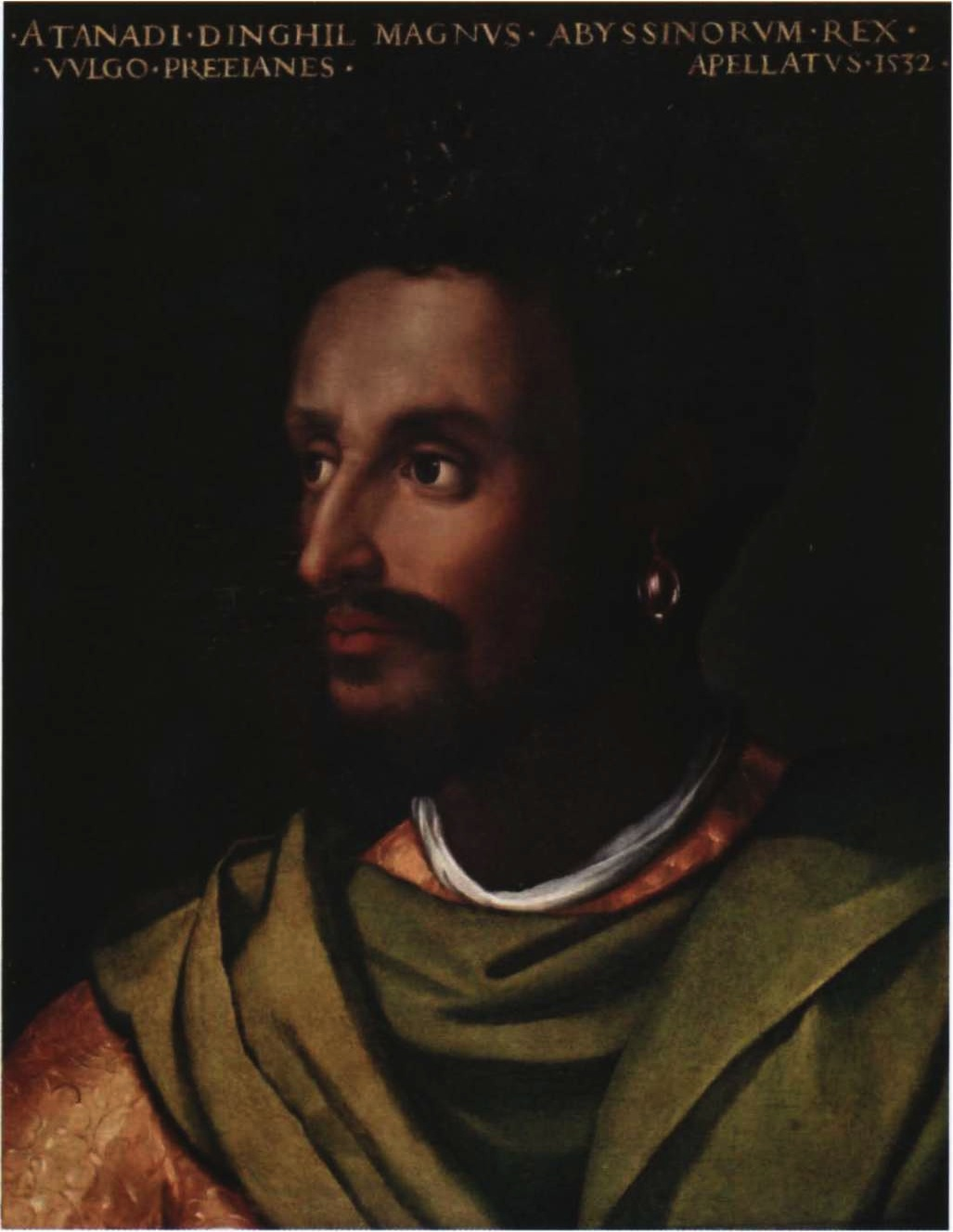
II. Dávid (uralkodói nevén Lebna Dengel), Etiópia császára (1507. július 31. – 1540. szeptember 2.) és a Salamon-dinasztia tagja.

Az etióp császár (ge'ez írással: ንጉሠ ነገሥት, fonetikusan: [nəgusä nägäst], jelentése: „királyok királya”), más formában atse (ዐፄ „császár”), az Etióp Birodalom örökletes uralkodója volt, legalább a 13. századtól a monarchia 1975-ös eltörléséig. A császár volt az államfő és a kormányfő, aki a legfőbb végrehajtói, igazságszolgáltatási és törvényhozási hatalommal rendelkezett az országban. Egy 1965-ös National Geographic cikk a császári Etiópiát "névlegesen alkotmányos monarchiának nevezte; valójában jóindulatú autokrácia volt".

## Cím és stílus

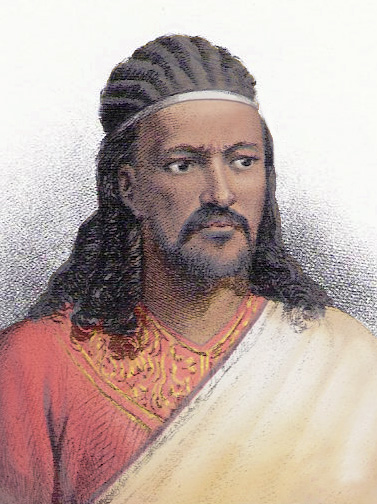
II. Tevodrosz császár (1855–1868)

A „királyok királya” cím, amelyet európai nyelvekre gyakran pontatlanul „császárként” fordítanak le, az ókori Mezopotámiából származik, de Akszumban Sembrouthes király (Kr. u. 250 körül) viselte. Jurij Kobiscsanov azonban ezen uralkodói cím használatát a perzsák által a rómaiak felett 296-297-ben aratott győzelmet követő időszakra teszi. A legjelentősebb uralkodó, aki használta a „Negusa Nagast” címet, Ezana akszúmi király volt; ennek ellenére a Salamon dinasztia trónra kerülése előtt a legtöbb Akszúmi és zagve uralkodó a négus címet használta. Ezen cím azt jelentette, hogy mind az alárendelt hivatalnokok, mind a tartományok vazallus uralkodói, nevezetesen Godzsam kormányzói (akik az 1690. évi nem dinasztikus protokoll szerint a 12. helyen álltak az államok között), Welega, a tengerparti tartományok és később Soa kormányzói is a „király” jelenetésű négus címet kapták megtiszteltetésből.
Az uralkodó hitvesének címe az ətege. Zauditu császárnő a nəgusä nägäst nőies formáját, a nəgəstä nägäst („királyok királynője”) formát használta, hogy jelezze, hogy saját jogán uralkodik, és nem használta az ətege címet.

## Utódlás
Az uralkodó halálakor a császári család különböző ágaiból bármelyik férfi vagy női leszármazott igényt tarthatott a trónra. Bár a gyakorlat sok esetben az elsőszülöttségi jogot részesítette előnyben legalább egy későbbi császári trónutódlás esetében, gyakran, mint például IV. johannész császár trónigénye esetében, vagy II. Tevodrosz gondari császár halála után, hogy az uralkodót nem a császári családból származó személy követte közvetlenül.
A rendszer két megközelítést dolgozott ki az utódlás ellenőrzésére: első, hogy a császárokat a tartományokban uralkodó királyi családok és az ország egész területéről származó, a császári trónra vonatkozó igényüket támogató, befolyásos egyházi személyekből álló tanács választotta ki; az egyesített katonai és vallási erő arra használta befolyását, hogy megfékezze és letörölje az esetleges további igényeket. A második módszer a császár összes lehetséges ellenfelének biztonságos helyre történő internálását jelentette, ami drasztikusan korlátozta a birodalom lázadással való megzavarásának vagy a kijelölt trónörökös vitatásának lehetőségét. Az etióp hagyományok nem egyeznek abban, hogy pontosan mikor kezdődött a rivális uralkodói sarjak bebörtönzése a „hercegek hegyén”. Az egyik hagyomány ezt a gyakorlatot Yemrehana Kresztosz Zagve-királynak (11. században) tulajdonítja, aki állítólag álmában kapta az ötletet; Taddesse Tamrat hitelteleníti ezt a hagyományt, azzal érvelve, hogy a Zagve-dinasztia feljegyzései túl sok vitatott trónutódlásról árulkodnak ahhoz, hogy ez valóban így volt. Egy másik, Thomas Pakenham  történész által feljegyzett hagyomány szerint ez a gyakorlat megelőzi a Zagve-dinasztia korát (amely i.sz. 900 körül uralkodott), és először Debre Damón gyakorolták, miután egy Judit vagy „Gudit” nevű királynő a 10. században elfoglalta, és ezután 200 herceget záratott be és ítélt halálra; Pakenham azonban azt is megjegyzi, hogy a Debre Damón lévő kolostor apátját kikérdezve nem tudott ilyen történetről. Taddesse Tamrat azt állítja, hogy ez a gyakorlat Vedem Arad (1299–1314) uralkodása alatt kezdődött, az utódlásért folytatott küzdelmet követően, amely szerinte Jagbeu Szejon (uralkodott 1285–1294) fiainak rövid uralkodásai mögött áll. A konstruktivista megközelítés azt állítja, hogy a hagyományt csak néhány esetben alkalmazták, néha meggyengült vagy elévült, néha szerencsétlen viták után újraélesztették, valamint hogy a szokás már ősidők óta jelen van, mivel az etiópiai közös öröklési minták lehetővé tették, hogy az összes rokon örökölje az uralkodó földjeit - ami azonban ellentétes az ország egységének megtartásával.
Az uralkodó hatalmára esetleg fenyegetést jelentő rokonokat Amba Geszhen-ben tartották fogva, amíg a helyszín 1540-ben az etióp-aldali háború során el nem pusztult; majd Faszilidész (1632-1667) uralkodásától a 18. század közepéig Wehni-ben. E királyi hegyi székhelyekről szóló pletykák ihlették Samuel Johnson Rasselas című novelláját.
Bár az etióp császárnak elméletileg korlátlan hatalma volt alattvalói felett, tanácsosai egyre nagyobb szerepet játszottak Etiópia kormányzásában, mivel sok császárt vagy egy gyermek követett, vagy a bebörtönzött hercegek egyike, akik csak külső segítséggel tudták sikeresen elhagyni börtöneiket. Ennek eredményeként a 18. század közepére a császár hatalma nagyrészt átkerült a helyetteseihez, mint például a tigréi Rasz Mikael Szehul (1691 körül - 1779), akik a tényleges hatalommal rendelkeztek a birodalomban, és tetszés szerint emelték vagy taszították le a császárokat.

## Ideológia
Etiópia császárai két dinasztikus állításon keresztül származtatták uralkodási jogukat: az Akszúmi királyoktól, valamint hogy a néphagyományok szerint I. Menelik, Salamon és Sába királynőjének (az etióp néphagyomány a királynőt Makeda néven nevezi meg) legendás fiától származtak.
Az akúmi királyokkal való rokonságukra vonatkozó állítás Jekuno Amlak azon állításából ered, hogy apja révén Dil Na'od leszármazottja, noha ő győzte le és ölte meg egy csatában az utolsó zagve királyt. Trónigényét az is segítette, hogy feleségül vette a király lányát, bár az etiópok általában nem ismerik el a leányági igényeket. Az I. Meneliktől való leszármazás azon az állításon alapul, hogy az axumi királyok is I. Menelik leszármazottai voltak; végleges és legismertebb megfogalmazása a Kebra Nagast-ban ("királyok dicsősége") található.
A legendákat vagy Jekuno Amlak származását azonban semmilyen történelmi bizonyíték nem támasztja alá. Nincs hiteles alapja azoknak az állításoknak, amelyek szerint az akszum uralkodóház tagjai Salamon leszármazottjai lettek volna (vagy hogy bármelyik akszumi király egyáltalán bármikor ezt állította volna), vagy hogy Jekuno Amlak rokonságban állt volna az Axumi királyokkal. Salamon király uralkodása a Kr. e. 10. századra tehető, több száz évvel Akszum alapítása előtt. Harold G. Marcus történész a Kebra Nagast történeteit „legendák gyűjteményének” nevezi, amelyet Jekuno Amlak hatalomátvételének legitimálására hoztak létre. David Northrup megjegyzi, hogy:
"A Kebra Nagast fantázia és érzelemdús beszámolója a Salamon és Sába által az akszumi királyoktól az új Salamon dinasztiáig tartó leszármazási vonalról rendkívül valószínűtlen és bizonyítékokkal nem alátámasztott. Ez egy mítosz."
Bár a történet középkori politikai mítoszként keletkezett, mégis beágyazódott az etióp nemzeti öntudatba. Ez és a dinasztia folyamatos mítoszterjesztése tükröződött az 1955-ös etiópiai alkotmányban, amely kimondta, hogy „az uralkodó megszakítás nélkül Sába királynőjének és Salamon királynak fia, I. Menelik dinasztiájából származik”.

## Történelem
A Salamon-dinasztia, amely az ősi akszumi királyoktól származtatta magát, a 13. századtól 1974-ig uralkodott Etiópiában.

### A modern kor
Az amhara harcosból lett császár, a gondari Qwarából származó Kassa 1855-ben átvette a teljes irányítást Etiópia felett, és II. Tevodrosz néven császárrá koronázták. A völgyi nemességből származó Faszilidész császár apai ági leszármazottjának vallotta magát, az említett császár egyik lánya révén. Tevodrosz császár uralkodása után a sok lázadó vezető közül, akik segítettek a briteknek az abesszíniai expedíciójukban, Dejazmatics Kassa volt az egyik, akit szolgálataikért hadizsákmánnyal jutalmaztak, és az anyja gondari őseitől eredő Salamonida származására hivatkozva átvette a hatalmat, és IV. johannész néven császárrá koronázták. Szahle Mariam, aki a Soai uralkodócsalád révén apai ágon a Salamon dinasztiából származott (a császári család ezen oldalága a második legidősebb a Gondariak után), IV. johannész császár halála után lépett a trónra, és ezzel állítólag visszaállította a dinasztia férfiági örökösödésének hagyományát, a II. Menelik trónnevet vette fel.
II. Tevodrosz császár ifjúkorát a betörő egyiptomiakkal (akiket az etiópok „törököknek” neveztek) folytatott harcokkal töltötte, majd a „Zemene Meszafint” (Hercegek kora) sötét korszaka után egyesítette a birodalmat. IV. Jóhannész császár a mai Eritreában legyőzte a betörő egyiptomi sereget, azonban meghalt, miközben az Etiópiában lévő mahdista lázadók ellen harcolt. II. Menelik császár 1896 márciusában az aduai csatában jelentős győzelmet aratott az olasz megszállók ellen, és elfoglalta a mai Etiópia határait.

### Etiópia olasz megszállása
Olaszország Benito Mussolini vezetésével 1935-ben megtámadta Etiópiát, és ezzel kezdetét vette a második olasz-etióp háború. A háborúban elért olasz sikerek miatt Hailé Szelassziét 1936-ban a saját országának nemesei száműzetésbe kényszerítették; A trónfosztott császár a népszövetség előtt felszólalt Olaszországgal szemben, de nem érkezett segítség. Olaszország a már meglévő gyarmataihoz, Eritreához és Olasz-Szomáliához csatolta Etiópiát, létrehozva egy új gyarmatot olasz kelet-afrika néven, és elsőként kapcsolta az országot Afrika szarvához.

III. Viktor Emánuel etiópiai címere az Olasz Birodalomban

1936. május 9-én III. Viktor Emánuel olasz király Etiópia császárává kiáltotta ki magát, Hailé Szelasszié helyébe lépve. A következő évben a világ összes országa (a Szovjetunió kivételével) elismerte az olasz uralkodót császárként.
Viktor Emánuel császári igényét nem fogadták el teljes mértékben: a Szovjetunió soha nem tekintette törvényesnek az olasz hódítást, Haile Szelasszié pedig az Egyesült Királyságban lévő száműzetéséből továbbra is tiltakozott ellene. Olaszországnak a második világháborúba a tengelyhatalmak oldalán történő belépésével a Brit Birodalom afrikai része segítette Hailé Szelassziét és az olaszellenes etióp erőket a kelet-afrikai hadjáratban. Olaszországot legyőzték, Szelassziét pedig visszaültették a trónra, és a legtöbb harc Etiópiában 1941-ben véget ért. Az Olasz Királyság kapitulációjával 1943 szeptemberében aláírták a cassibilei fegyverszünetet, és III. Viktor Emánuel 1943 novemberében hivatalosan lemondott etióp császári címéről.

### Hailé Szelasszié visszatérése, a háború utáni időszak és a monarchia vége
1942 januárjában Hailé Szelassziét hivatalosan is visszahelyezték a hatalomba Etiópiában. A császár pozícióját és az öröklési sorrendet szigorúan meghatározták a Szelasszié uralkodása alatt elfogadott mindkét alkotmányban: mind az 1931. július 16-án elfogadottban, mind az 1955 novemberében elfogadott átdolgozott változatban.

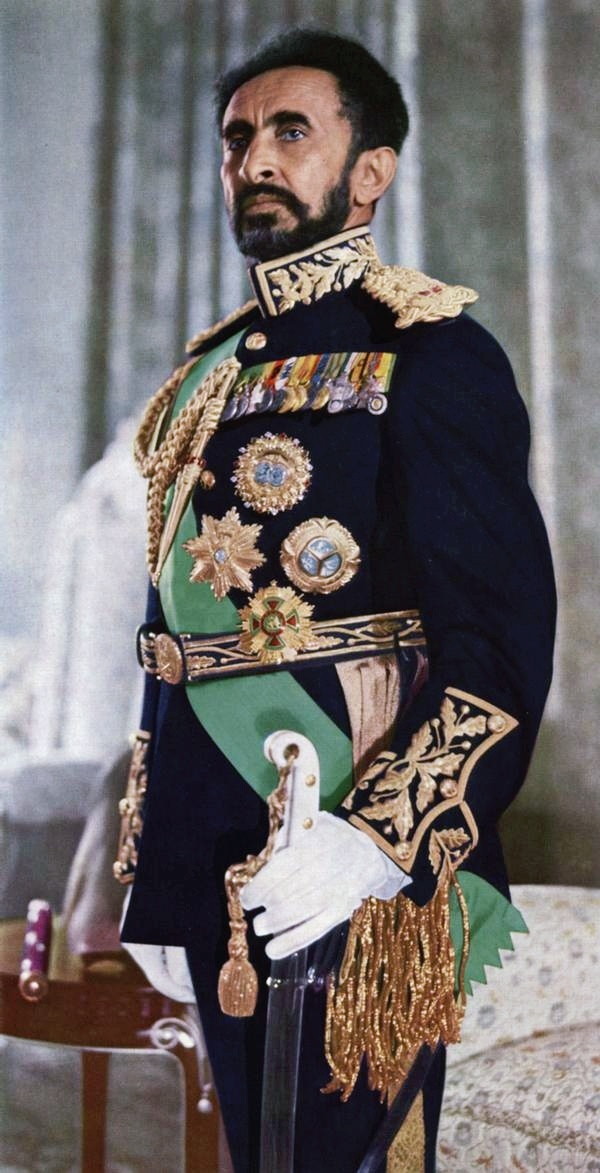
Hailé Szelasszié, az utolsó etióp császár 1970-es uralkodói portréja. Teljes címe „ő császári felsége Hailé Szelasszié, Júda törzsének hódító oroszlánja, az etióp Királyok Királya és Isten választottja.”

Hailé Szelasszié volt a Salamon dinasztia utolsó uralkodója Etiópiában. A Derg, az alacsonyabb rangú katonai és rendőri tisztviselőkből álló tanács 1974. szeptember 12-én megfosztotta hatalmától. Felajánlották a trónt Szelasszié fiának, Amha Szelassziének, aki - érthető módon a Derg iránti bizalmatlanságból - visszautasította, hogy császárként visszatérjen Etiópiába. A Derg 1975. március 21-én eltörölte a monarchiát. 1989 áprilisában Amha Szelassziét londoni száműzetésében császárrá kiáltották ki, utódlását Hailé Szelasszié 1975 augusztusában bekövetkezett halálától, nem pedig 1974 szeptemberében történt trónfosztásától számítják. 1993-ban egy „Etióp Koronatanács" nevű csoport, amely Hailé Szelasszié több leszármazottját is magában foglalta, megerősítette, hogy Amha császár Etiópia törvényes uralkodója. Az 1995-ös etióp alkotmány azonban megerősítette a monarchia eltörlését.

## Jelképek
- Júda oroszlánja, az etióp császár egyik címe és Etiópia nemzeti jelképe.
- Etiópia császárának címere
- Hailé Szelasszié császári lobogójának előlapja.
- Hailé Szelasszié császári lobogójának hátlapja.

## Fordítás
Ez a szócikk részben vagy egészben  az   Emperor of Ethiopia című angol Wikipédia-szócikk ezen változatának fordításán alapul.  Az eredeti cikk szerkesztőit annak laptörténete sorolja fel. Ez a jelzés csupán a megfogalmazás eredetét és a szerzői jogokat jelzi, nem szolgál a cikkben szereplő információk forrásmegjelöléseként.